# Station Wisła Kopydło
Station Wisła Kopydło is een spoorwegstation in de Poolse plaats Wisła.